# Svarfdœla saga
La Svarfdœla saga traduite en français par Régis Boyer sous le nom de « Saga des gens du Svarfadardalr », est une œuvre littéraire médiévale. Elle fait partie des sagas des Islandais.